# Àrea metropolitana de Nova York

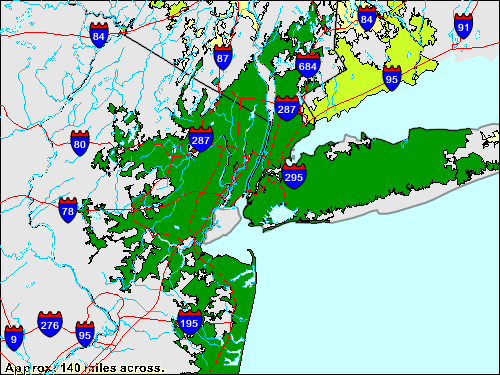
Mapa de l'àrea metropolitana de Nova York.

L'àrea metropolitana de Nova York, també coneguda com a Tri-state Area (Àrea Triestat), és l'àrea metropolitana més poblada dels Estats Units d'Amèrica i també una de les més poblades del món.

## Territori i població
L'àrea metropolitana és definida per l'Office of Management and Budget (Oficina de Gestió i Pressupost) com New York-Northern New Jersey-Long Island, NY-NJ-PA Metropolitan Statistical Area (on NY-NJ-PA es refereix als tres estats que la conformen, Nova York (NY), Nova Jersey (NJ) i Pennsilvània (PA)) i té una població estimada de 19,9 milions d'habitants (2013). La MSA és, a més, dividida en quatre divisions metropolitanes.
L'Oficina de Gestió i Pressupost defineix alhora una regió més àmplia, consistent a l'àrea metropolitana de Nova York més cinc àrees metropolitanes adjacents. Aquesta àrea es coneix com a New York-Newark-Bridgeport, NY-NJ-CT-PA Combined Statistical Area (CSA) (on CT es refereix a Connecticut), amb una població estimada de 23,5 milions d'habitants (2013). Un de cada catorze estatunidencs resideix en aquesta regió.
Aquesta àrea inclou la ciutat més gran dels Estats Units (Nova York), les cinc ciutats més grans de l'estat de Nova Jersey (Newark, Jersey City, Elizabeth i Trenton) i les dues ciutats més grans de Connecticut (Bridgeport i New Haven). El total del territori de l'àrea metropolitana estesa és de 30.671 km².

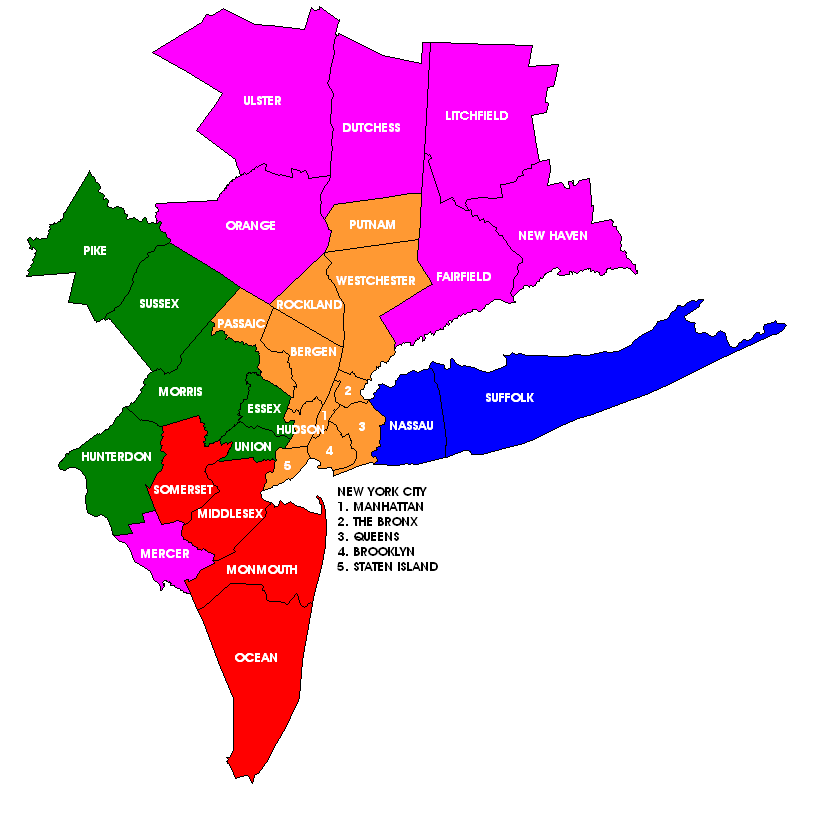
Àrea Metropolitana Estadística, Nova York-Nova Jersey del Nord-Long Island, NY-NJ-PA
Divisió Metropolitana Nova York-White Plains-Wayne, NY-NJ
Divisió Metropolitana Nassau-Suffolk, NY
Divisió Metropolitana Newark-Union, NJ-PA
Divisió Metropolitana Edison-New Brunswick, NJ
Resta de l'Àrea Estadística Combinada Nova York-Newark-Bridgeport, NY-NJ-CT-PA